# Едгар Давидс
 Едгар Стевен Давидс (на нидерландски: Edgar Steven Davids) e бивш холандски футболист от суринамски произход. Играе като полузащитник. Играл е за Аякс, Милан, Ювентус, Барселона, Интер и Тотнъм Хотспър.
Давидс страда от глаукома, което изисква да носи защитни очила по време на мач. Неговата прическа и предпазни очила го правят един от най-разпознаваните футболисти от неговото поколение. Играта му в Ювентус му носи прякора питбула.

## Кариера
Започва кариерата си в Аякс Амстердам през 1991 г. и помага на клуба да спечели три национални шампионата, както и в спечелването на Купа на УЕФА през 1992 г. и Шампионска лига през 1995 г. Докато играе в Аякс Амстердам е наричан „питбул“ от мениджъра Луис ван Гаал заради твърдата си игра в центъра.
Мести се в Италия през 1996 г., за да играе в Милан. Не играе в много мачове за клуба и преминава в Ювентус през 1998 г. С Ювентус печели няколко шампионатни титли. На 17 май 2001 г., Давидс е наказан от ФИФА за употреба на забранения стимулант нандролон. Даден е през 2004 г. под наем втория полусезон на ФК Барселона, но въпреки доброто си представяне в Испания, подписва тригодишен договор с Интер. След като Интер разтрогва договора му през август 2005 г., Давидс се мести в Англия със свободен трансфер, където играе за Тотнъм Хотспър.
На 28 януари 2007 г. подписва договор с Аякс Амстердам. От лятото на 2008 г. е свободен агент. През 2010 г. се завръща във футбола с екипа на Кристъл Палас в Чемпиъншип. В края на годината разтрогва и слага край на кариерата си.

## Успехи
Шампионатни
- Купа на Холандия: 1993, 2007
- Суперкупа на Холандия: 1993, 1994, 1995
- Ередивизи: 1994, 1995, 1996
- Серия А: 1998, 2002, 2003
- Суперкупа на Италия: 2002, 2003
- Купа на Италия: 2005

Европейски
- Купа на УЕФА: 1992
- Шампионска лига: 1995
- Междуконтинентална купа по футбол: 1995
- Суперкупа на Европа: 1995